# Vaya con Dios (Frans Bauer & Sieneke)
Vaya con Dios (Nederlands: Ga met God)  is een lied van de Nederlandse zanger Frans Bauer en zangeres Sieneke. Het werd in 2022 als single uitgebracht.

## Achtergrond
Vaya con Dios is geschreven door Frans Bauer, John Dirne, Emile Hartkamp, Norus Padidar en Laurens van Wessel en geproduceerd door Bauer, Hartkamp en Padidar. Het is een nummer uit het genre levenslied. Het is een lied dat gaat over het missen en afscheid nemen van een overleden geliefde. Het is de eerste keer dat de twee artiesten met elkaar samenwerken en de single was een voorloper van een gezamenlijke theatertoer en een duettenalbum van de twee artiesten.

## Hitnoteringen
De artiesten hadden weinig succes met het lied in de hitlijsten van Nederland. De Single Top 100 werd niet bereikt en er was ook geen notering in de Top 40. Bij laatstgenoemde was er wel de 23e plaats in de Tipparade. 